# Isabel de Santo Domingo
Isabel de Santo Domingo (Cardeñosa, 25 de marzo de 1537-Ávila, 13 de junio de 1623) fue una religiosa carmelita descalza discípula de Santa Teresa de Jesús.

## Biografía
Fueron sus padres el matrimonio formado por los hidalgos Juan de Ortega de Montalvo y Tapia y María de Vargas. Su abuelo paterno se llamaba Rodrigo Sedeño de Montalvo, quien en agradecimiento por el nacimiento de su hijo Juan, cambió el apellido de este a Ortega para honrar a San Juan de Ortega a quién atribuía el nacimiento. Rodrigo Sedeño había participado en las Guerras de África junto a su pariente, el abulense ingeniero militar Diego de Vera (-1523).
Por parte materna su abuelo fue Rodrigo de Montalvo, hijo de Diego de Montalvo que había sido maestresala de Isabel la Católica.
Quedó huérfana de madre en su infancia, pasando a vivir con una tía ya que su padre no quiso que conviviera con su nueva esposa. Años después, con catorce años, Isabel perdería a su padre. Tras esta muerte pasó a vivir en Ávila con un tío suyo, Antonio de Vera y Bracamonte y su esposa, Catalina de Guzmán. En esta casa, Isabel se crio con la hija y heredera del matrimonio, Luisa de Vera y Guzmán que posteriormente contrajo matrimonio con el militar Juan de Acuña Vela, general de la artillería y del consejo de Guerra.
Determinó en esa época tomar estado de religiosa, sopesando su entrada en el convento de las Descalzas Reales en Madrid. Pasó por entonces por Ávila, el fraile franciscano Pedro de Alcántara quien en el marco de una confesión en la capilla de Mosén Rubí, señaló a Isabel que su vocación estaba destinada a la nueva reforma de la orden del Carmen, que estaba siendo emprendida por Teresa de Ahumada en 1562. 
Los deseos de Isabel de entrar en el convento de San José eran contrarios a los de su tío Antonio de Vera quién se lo prohibió. Sin embargo, Isabel conseguiría escapar de la casa de su tío en 1564 con la ayuda de Santa Teresa y de algunos jesuitas de la ciudad. La evasión se produjo de la forma siguiente: Isabel se vistió con el hábito de jerónima en cumplimiento de un voto que había realizado si su prima Luisa de Vera casaba con Juan de Acuña y Vela como había sucedido. Fue después Isabel al colegio de San Gil de la Compañía de Jesús y de allí al convento de San José donde fue recibida por Santa Teresa.
Su tío fue inmediatamente al convento con el obispo de la ciudad (Álvaro de Mendoza) de quien por entonces dependía el cenobio. Tras una conversación con su sobrina, cejó en la intención de sacarla del convento y entregó la hacienda de Isabel a Teresa de Jesús. Isabel quedaría como novicia en el convento, profesando el 21 de octubre de 1565
El 24 de marzo de 1569 fue elegida por Teresa de Jesús para ser priora del recién fundado convento de San José de Toledo. Desde entonces, ejerció como priora en algunas de las nuevas comunidades que iban siendo fundadas por Teresa de Jesús:
- Priora del convento de Nuestra Señora de la Concepción en Pastrana, desde el 30 de mayo de 1569 hasta que el convento tuvo que deshacerse en mayo de 1574.

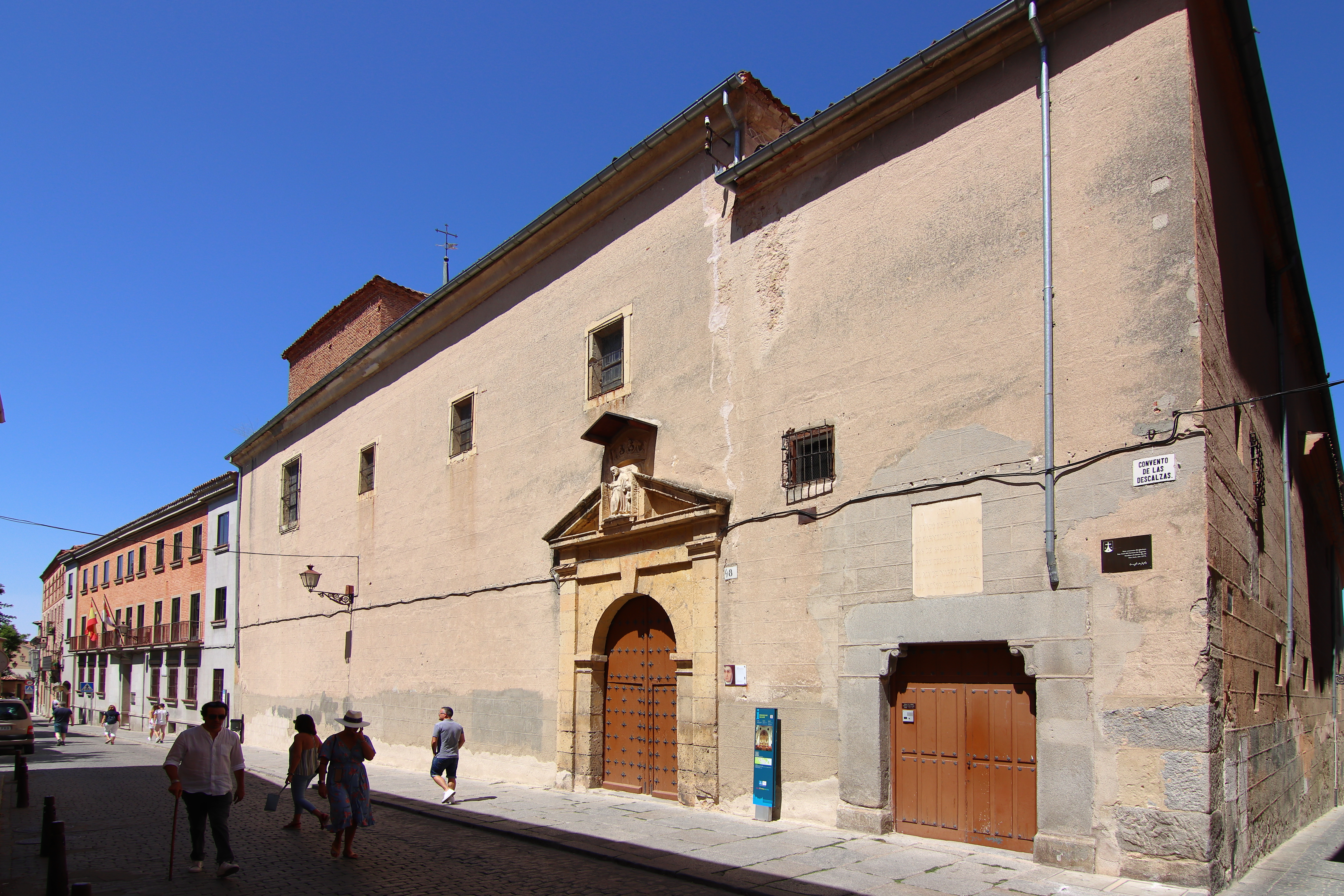
Convento de San José en Segovia, de donde fue primera priora Isabel durante 14 años.

- Convento de San José en Segovia, de donde fue primera priora Isabel durante 14 años.Priora del convento de San José en Segovia, desde su fundación el 19 de marzo de 1574 hasta 1588.
- Priora del convento de San José en Zaragoza, fundado por el arcipreste de Zaragoza, Jerónimo de Sora; desde 1588 hasta 1598.
- Priora del convento de San José en Ocaña, desde 1598 hasta 1694.

Por último sería priora del convento de San José de Ávila desde 1604 hasta 1610. En este último año declaró como testigo en el proceso de beatificación de Teresa de Jesús.
Murió en el convento de San José de Ávila el 13 de junio de 1623 un año después de la canonización de Santa Teresa de Jesús.